# Mont McClintock
Pour les articles homonymes, voir McClintock.
Le mont McClintock est le point culminant du chaînon Britannia, à 3 490 mètres d'altitude, dans la Terre Victoria méridionale, dans la chaîne Transantarctique.
Surmontant l'extrémité sud de la crête de Forbes (en), il se situe à dix kilomètres à l'est du mont Olympus.
Il a été découvert par l'expédition Discovery (1901–1904) et porte le nom de l'amiral britannique Francis Leopold McClintock, membre de la Royal Navy, qui contribue à l'expédition sur la thématique des navires de celle-ci.
Revendiqué par l'Australie comme faisant partie du Territoire antarctique australien, c'est sur cette définition le plus élevé de tous les sommets australiens.

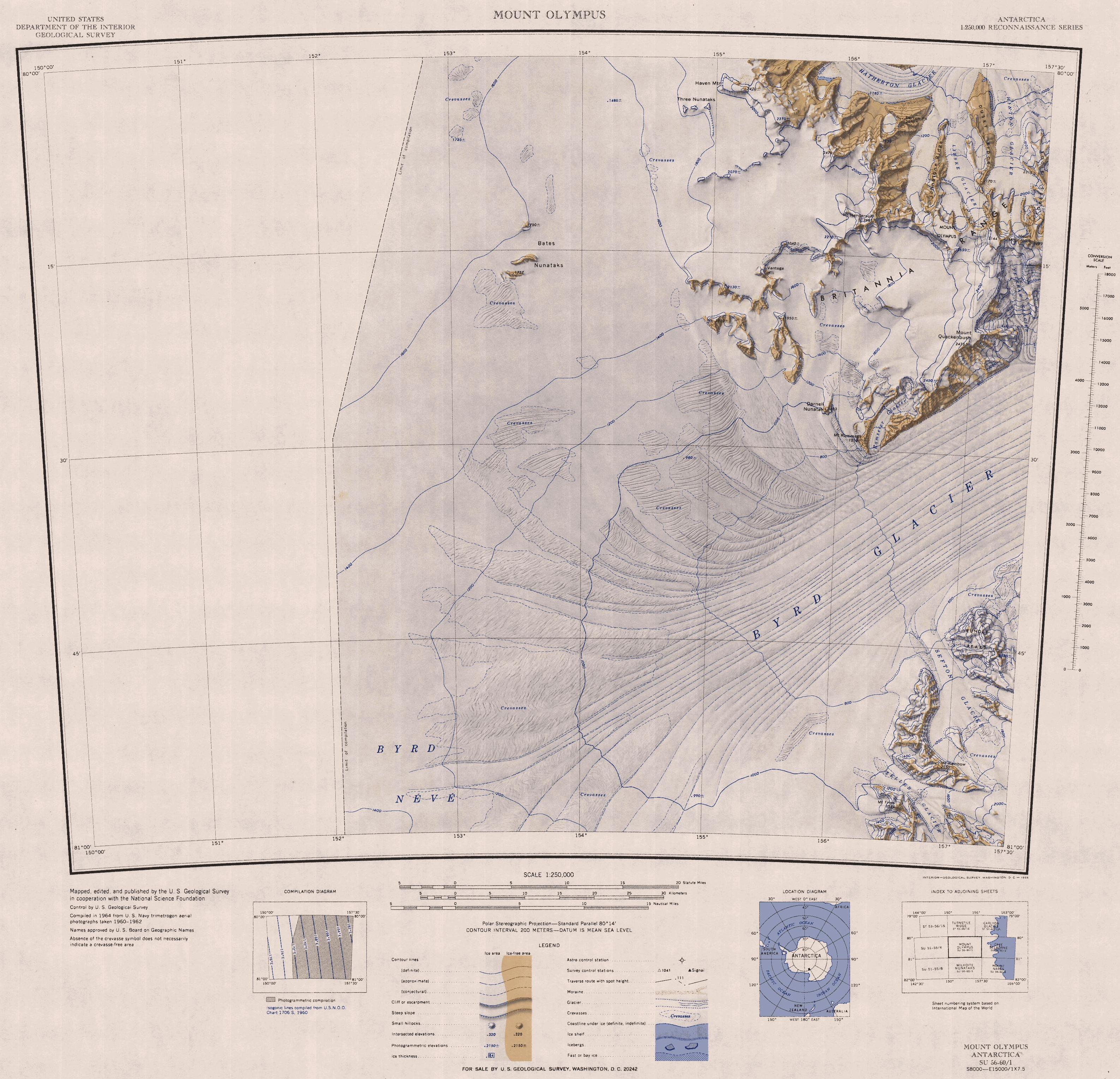
Le mont McClintock sur une carte topographique de l'USGS (au nord-est). Le glacier Byrd est notamment visible sur celle-ci.